# オトン・イヴェコヴィッチ
オトン・イヴェコヴィッチ（Oton Iveković、1869年4月17日 - 1939年7月4日）は、クロアチアの画家である。クロアチアの歴史を題材にした作品を描いた。

## 略歴
現在のクロアチア北部、クラピナ＝ザゴリエ郡のKlanjecで生まれた。兄のシリル・イヴェコヴィッチ（Ćiril Iveković: 1864-1933）は建築家になった。地元で初等教育を受けた後、ザグレブの高校で3年半学ぶが、歴史と美術以外には興味を持たなかった。兄のシリルはウィーン美術アカデミーで学んでいたが、兄弟2人をウィーンで学ばせられるほど実家は豊かでなかったので、オトン・イヴェコヴィッチはザグレブの画家フェルド・キケレツ（Ferdo Quiquerez: 1845-1893）のもとで学ぶが 、秋から冬の間に資金を稼いで翌春、ウィーンに移った。夏学期を非正規の学生として受講した後、1888年に正規の学生になり、1890年まで、クリスティアン・グリーペンケールに学んだ後、歴史画を専攻しヨーゼフ・マティアス・トレンクヴァルトに学んだ。1度、他の教師との諍いを繰り返したことで停学になるが、アウグスト・アイゼンメンゲルのもとで修行を再開した。
ザグレブのアカデミーと州政府から奨学金を受け、有力な美術家のイジドール・クルシュニャヴィの支援を受けて、1892年にミュンヘン美術院で修行した。クルシュニャヴィに推薦されて、カールスルーエ美術アカデミーのフェルディナント・ケラーのもとでも学んだ。
修行を終えて、クロアチアに戻り高校や工芸学校の教師をしながら画家として働き、1900年のパリ万国博覧会にも出展した。1900年代の前半には、15世紀のクロアチア詩人のマルコ・マルリッチの叙事詩『ユーディタ』の挿絵をセレスティン・メドヴィッチ（1857-1920）とともに描くなど、多くの書籍の挿絵も描き、演劇の衣装デザインや舞台美術の仕事もした。
1908年に、イヴェコヴィッチが教えていた工芸学校は芸術アカデミーに改組されたが、イベコヴィッチは1927年に退職するまで、絵画を教え続けた。1909年に研修休暇の制度を用いて、アメリカに渡り、カンザスシティのローマ・カトリック教会の装飾の仕事をし、アメリカ西部を旅し、1911年にその旅行記を発表した。第一次世界大戦が始まると、従軍画家として前線の場面を描き、戦争を宣伝する仕事もした。
戦争の後、15世紀に建設されたクラピナ＝ザゴリエ郡の城（Veliki Tabor Castle）を買い、城の修復をしながら198年までそこに住んだ。この城は後に博物館となった。
1939年に故郷のKlanjecで亡くなった。

## 作品

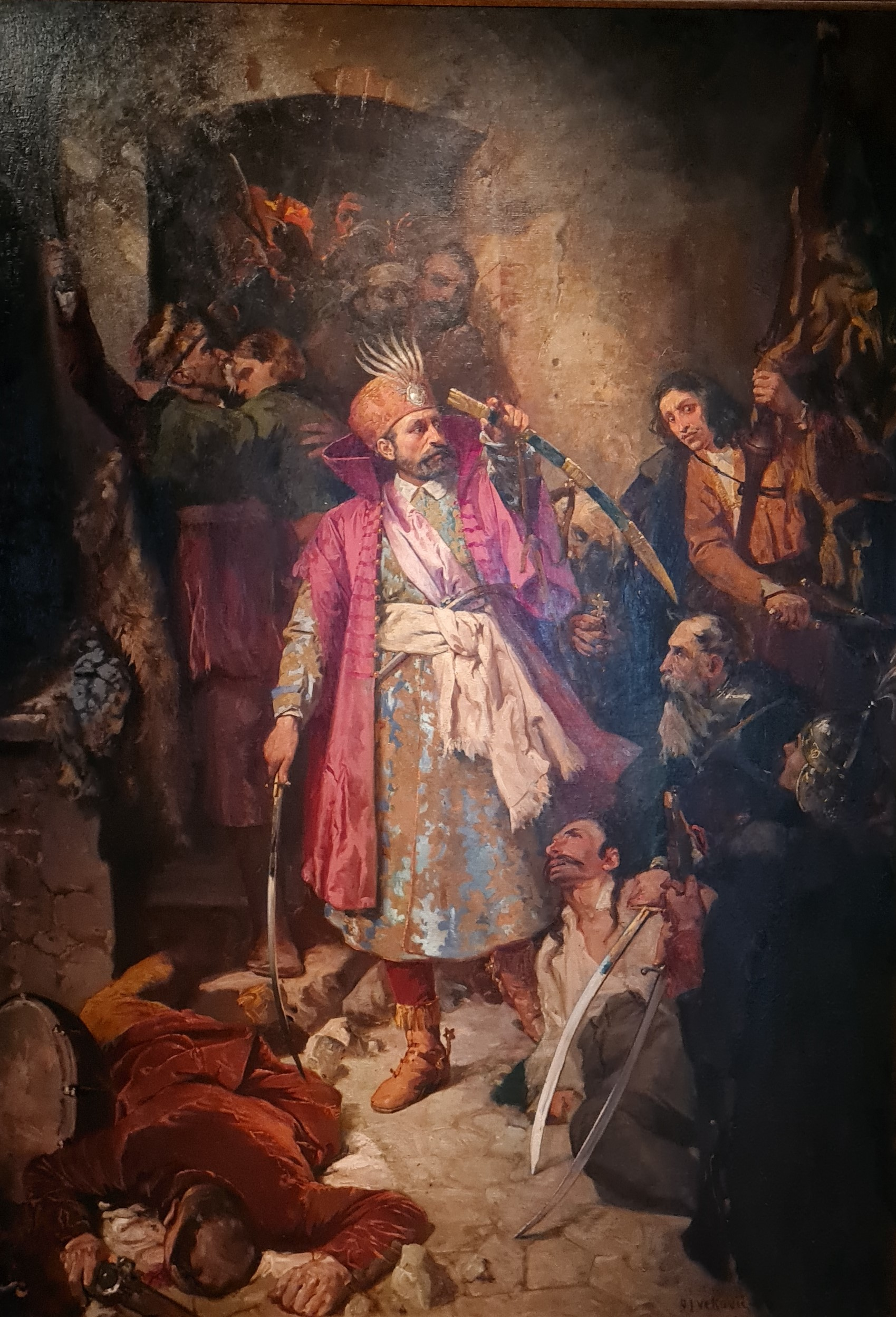
ニコラ・シュビッチ・ズリンスキ（16世紀クロアチア総督）
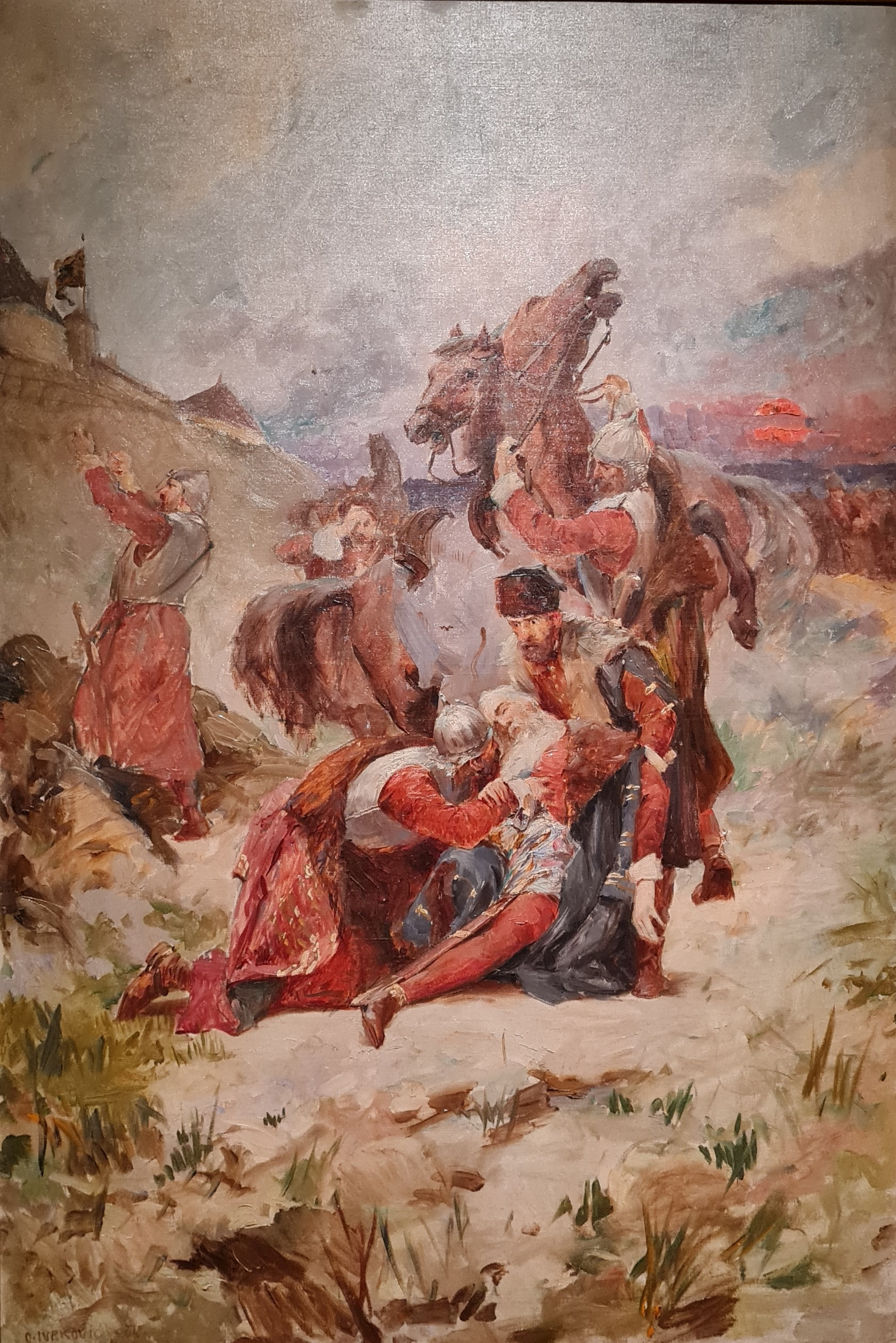
クロアチア王国将軍ペタル・ベリスラヴィッチの落馬
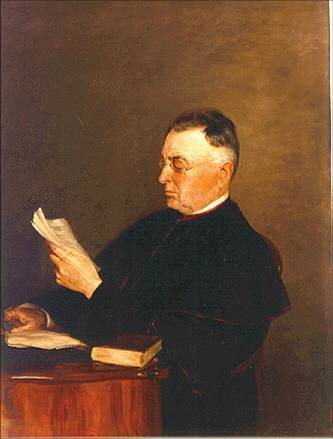
Franjo Iveković（文学者）
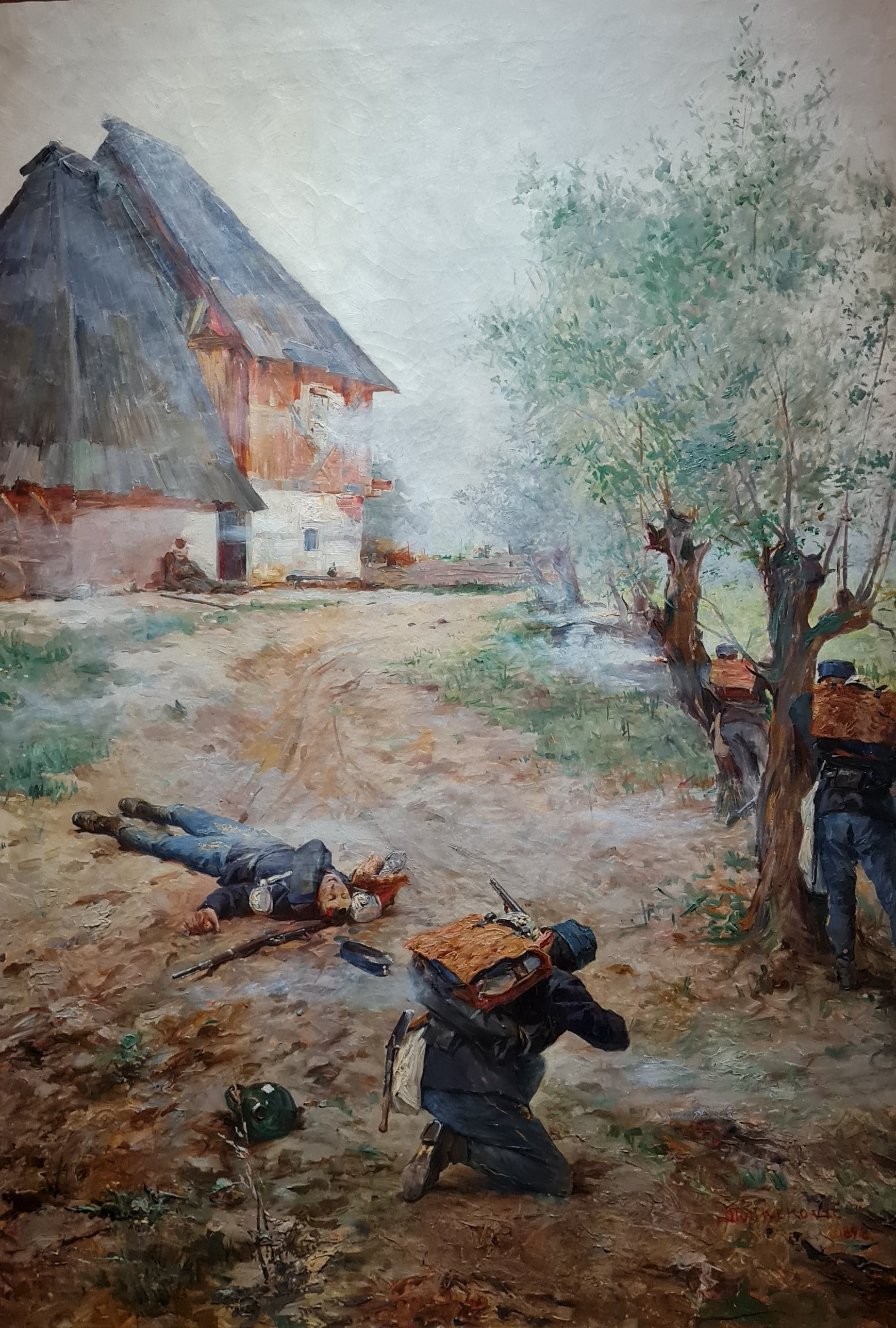
第一次世界大戦の戦場

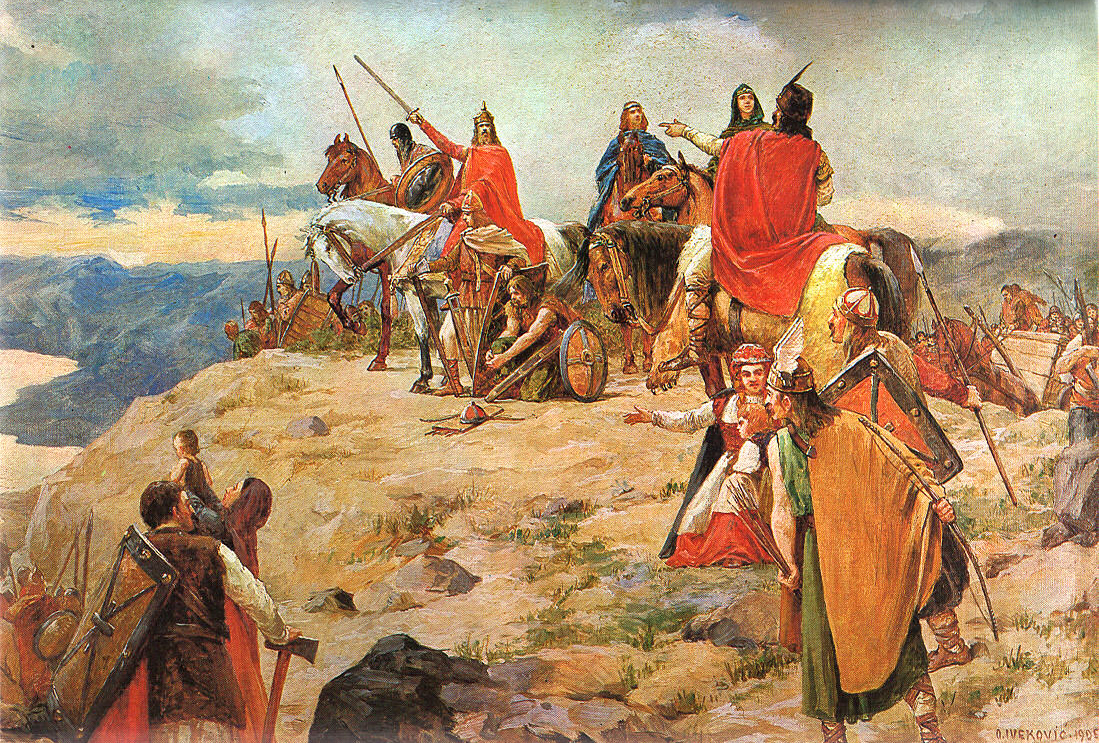
アドリア海に到達したクロアチア人
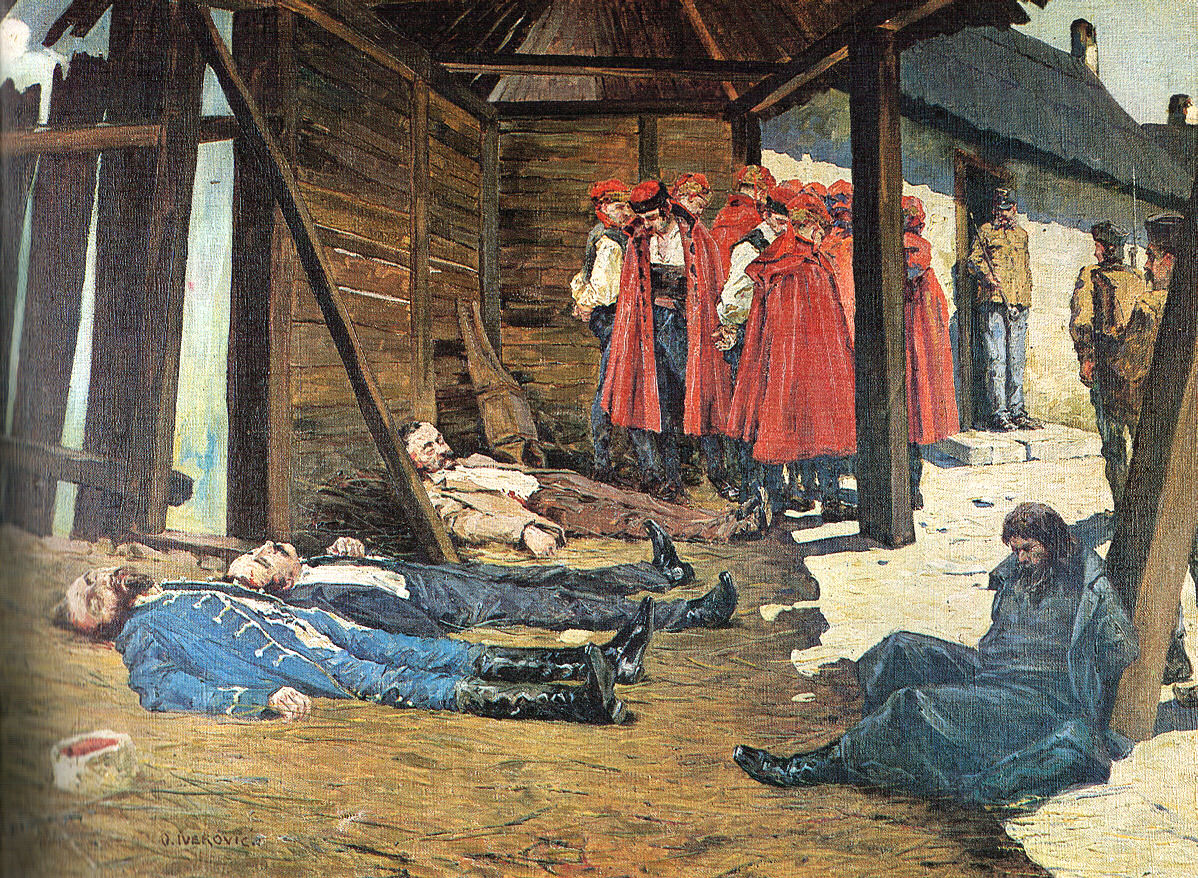
19世紀クロアチアの武装蜂起の指導者エウゲン・クヴァテルニクの死
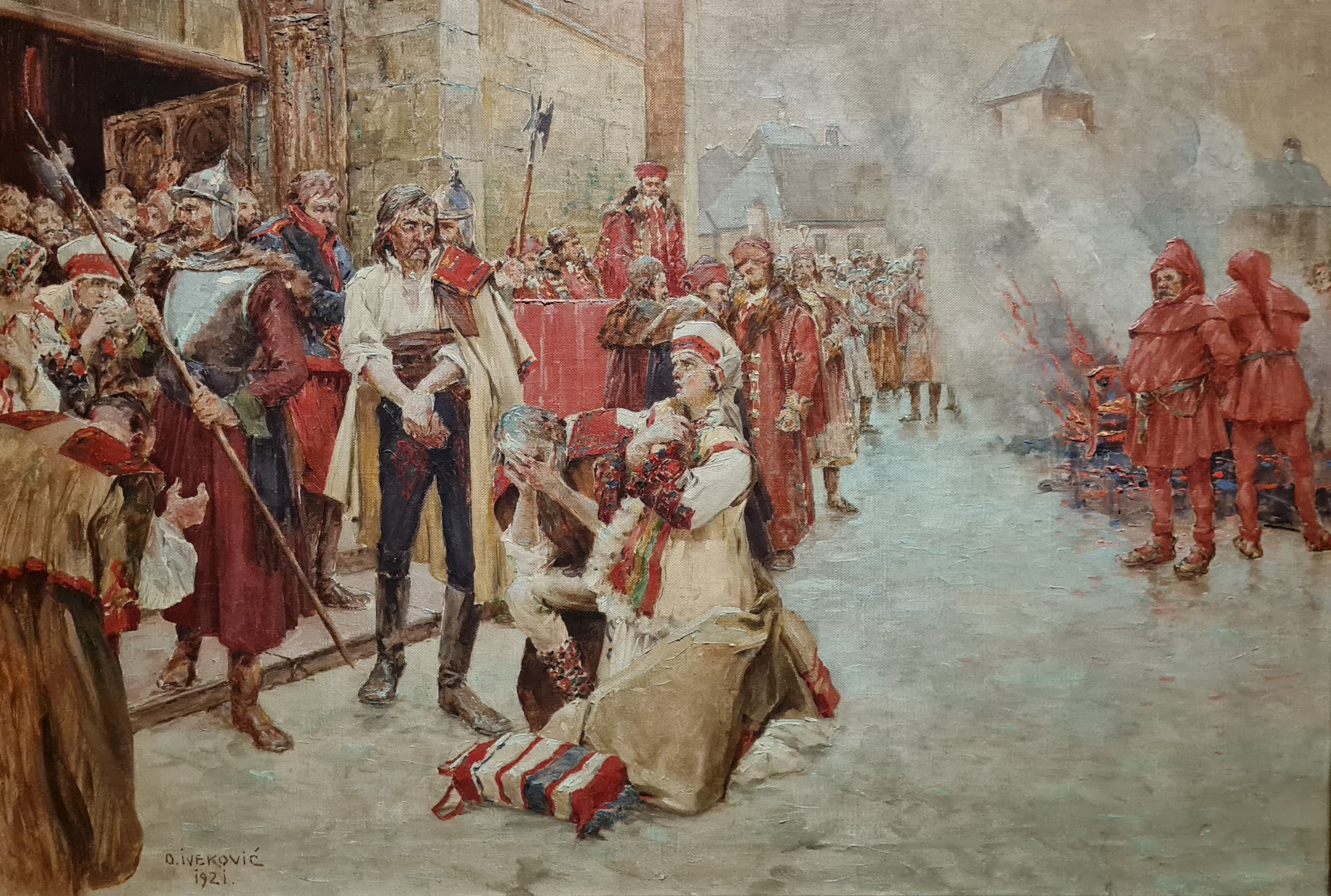
16世紀のオスマン帝国への反乱の首謀者 Matija Gubecの処刑